# 庫爾特·達呂格
庫爾特·馬克斯·弗朗茨·達呂格（德語：Kurt Max Franz Daluege，1897年9月15日—1946年10月24日）是一名納粹德國的高級官員，曾於1936年至1943年間擔任常規警政單位「秩序警察」總長。在波希米亞和摩拉維亞保護國副總督萊茵哈德·海德里希於1942年遇刺身亡後，達呂格繼承其職位成為保护国國副總督兼代理总督，並對疑似協助藏匿刺殺者的利迪策村民展開報復行動，最終引發了利迪策大屠殺。第二次世界大戰結束後，達呂格被捷克斯洛伐克政府引渡至該國受審，隨後被判有罪，並於1946年遭絞刑處決。

## 生平

### 早年與從軍生涯
庫爾特·達呂格於1897年9月15日出生於上西利西亞州的一個小鎮克盧奇堡（今屬波蘭）中，其父任職於普魯士王國政府。達呂格於1916年第一次世界大戰期間加入普魯士陸軍，服役於第7禁衛步兵團，並隨部隊前往東方戰線作戰；在參戰過程中，達呂格負傷入院，經治療後仍有25%的身體機能無法正常運作，並因此獲頒二等鐵十字勳章與黑質重傷獎章。

### 加入納粹黨
第一次世界大戰結束後，達呂格成為由上西利西亞出身的一戰老兵所組成的準軍事組織「上西利西亞自衛隊」（Selbstschutz Oberschlesien）的領袖。1921年，在就讀於柏林工業大學期間，達呂格亦加入了由國民運動領袖格哈德·羅斯巴赫所領導的自由軍團；隔年他加入了納粹黨，黨員編號為31,981號。此外，他也於同一年加入了德國工人黨。達呂格於1924年自柏林工業大學畢業，並取得民用工程學位。此後他廣泛參與納粹黨下級組織「衝鋒隊」所屬的柏林前線突擊大隊的組織策畫工作。1926年達呂格正式加入衝鋒隊，最終更晉升至衝鋒隊柏林地區領袖與柏林大管區領袖約瑟夫·戈培爾的副手。1926年至1929年間，達呂格均為衝鋒隊柏林暨布蘭登堡地區分支的領導者。

### 親衛隊與警察領袖

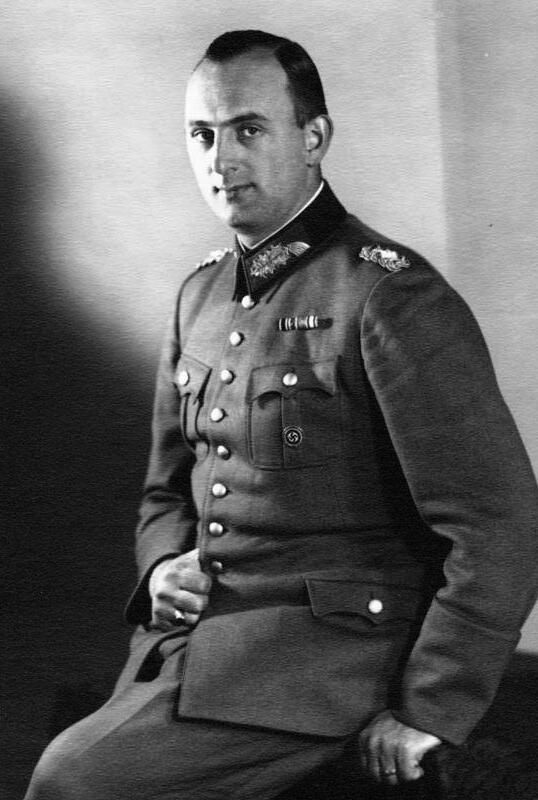
1933年，身著警察將官制服的警察少將庫爾特·達呂格

1930年7月，達呂格在納粹黨領導人阿道夫·希特勒的要求下辭去了衝鋒隊的職務，轉而加入親衛隊，並獲授「親衛隊上級領袖」的階級，隊員編號為1,119號。加入親衛隊後，達呂格的第一份工作是監視衝鋒隊與納粹黨政敵的動向。當時親衛隊柏林地區的總部就設在波茨坦大街與呂特佐大街轉角處，正對著衝鋒隊總部。
1930年8月，衝鋒隊領袖瓦尔特·施滕纳斯率眾攻擊納粹黨柏林黨部，達呂格與其親衛隊手下弭平了襲擊。一段時間後，在一封致達呂格的公開信中，阿道夫·希特勒聲稱：「親衛隊弟兄們，汝之榮譽即忠誠！」（"SS Mann, deine Ehre heißt Treue!"）；親衛隊遂將這段話改為「吾之榮譽即忠誠」（Meine Ehre heißt Treue），並列為該組織的格言。希特勒將達呂格與海因里希·希姆萊兩人雙雙拔擢為親衛隊上級集團領袖，並由達呂格指揮北部德國的親衛隊成員，希姆萊升任除慕尼黑外南部德國全境的親衛隊單位領袖與全國親衛隊單位的名義領袖。1932年，達呂格代表納粹黨贏得普魯士邦議會的席次，並於同年11月再當選為魏玛共和国国会東柏林選區議員。與此同時，納粹黨高級官員兼國會議長赫爾曼·戈林將達呂格調任普魯士內政部，接掌常規警政單位。達呂格隨後亦在造成衝鋒隊領導人恩斯特·羅姆與多名衝鋒隊幹部死亡的長刀之夜中扮演重要的角色；這起事件大幅削弱了衝鋒隊的勢力，此後納粹黨內的權力平衡嚴重地向親衛隊一側傾倒。

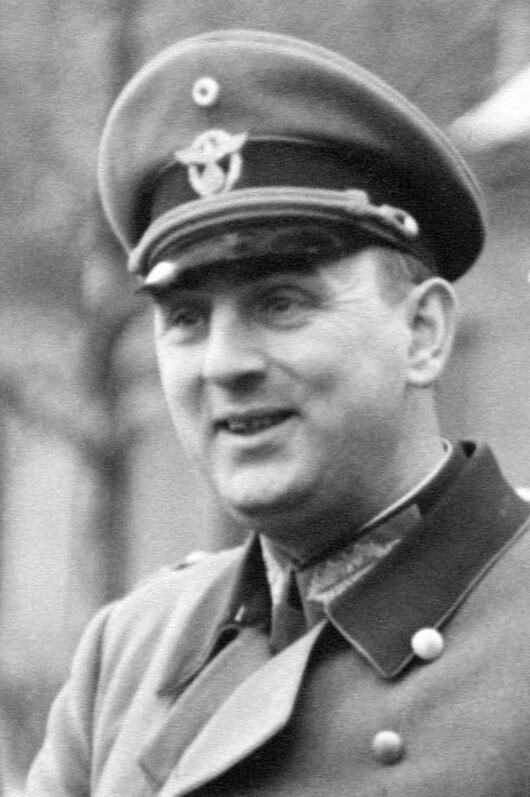
1940年的庫爾特·達呂格

達呂格性格殘忍無情的事實不僅體現於其參與謀害前衝鋒隊同僚一事，更表現在他對任何被視為社會威脅者的態度上。他認為國家「若欲避免完全的道德淪喪」，那麼「有意識自行與社會隔絕的人們（德語稱『Volksfeinde』，意為人民公敵）」應由公權力介入加以根除。美國歷史學家喬治·布羅德表示「達呂格聲稱在其領導下，警政機構的警官訓練均特別融入了國家社會主義思想」，而這項變革很大程度上是透過將納粹意識形態奉為主流思想所達成的。
至1934年11月時，達呂格對常規警政單位的指揮權已不再僅侷限於普魯士，而已擴張至全納粹德國。城市警隊、邊境警隊、海巡警隊、交通警察、鐵路警察、郵政警察、廣播警察、廠房駐衛警隊、商業警察、消防隊、民用防空機構、緊急救護機構與建築物稽查執法機構等單位組織如今悉數劃歸達呂格管轄。

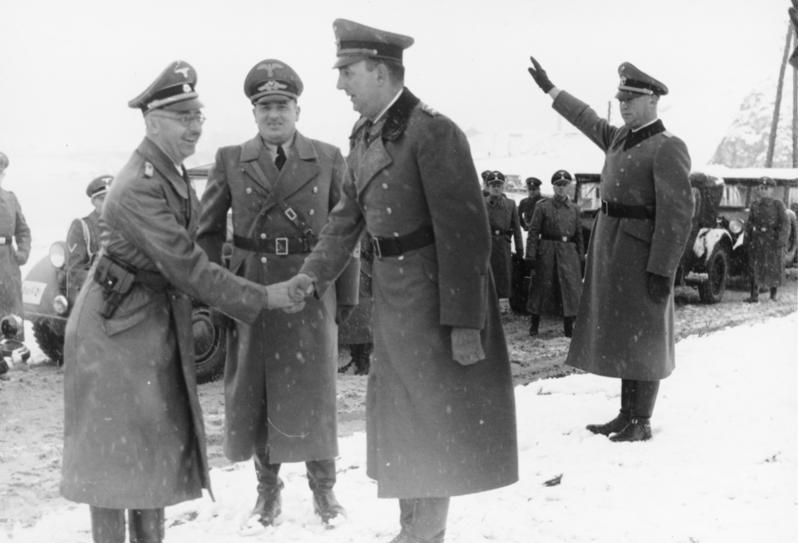
1939年，達呂格（右二）正與親衛隊全國領袖海因里希·希姆萊（左一）握手；兩者中間的人是納粹德國波蘭總督漢斯·法郎克

1936年，德國警政系統重組；先前由已有名無實的邦政府所履行的行政職務名義上改由帝國內政部控制，但實際上係由希姆萊所領導的親衛隊接管。與此同時，達呂格撰寫並出版了《國家社會主義打擊犯罪的困境》（National-sozialistischer Kampf gegen das Verbrechertum）一書。同年間，希姆萊指派達呂格擔任秩序警察總長；這項任命給了後者納粹德國境內幾乎所有警政單位的指揮權 。他擔任秩序警察總長至1943年下半年止，並於任內晉升至親衛隊最高集團領袖與警察大將。至1939年8月時，在達呂格領導下的秩序警察規模已成長至120,000名現役人員。

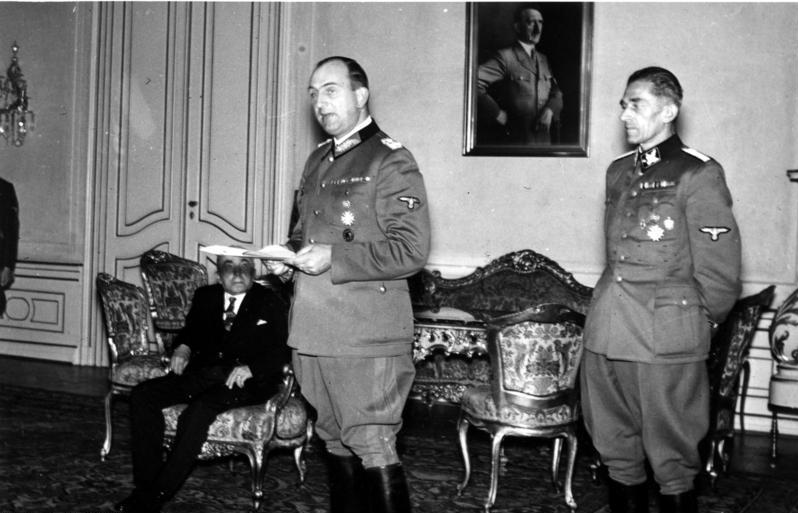
1942年9月，波希米亞和摩拉維亞保護國副總督庫爾特·達呂格（左）與與該國國務部長卡爾·赫曼·法蘭克（右）

一份日期標註為1939年9月5日的達呂格辦公室報告成為其生性殘酷的進一步佐證；報告載明了秩序警察於波蘭肅清行動期間所得使用的手段方法。為免秩序警察部隊於波蘭城鎮琴斯托霍瓦執行勤務時遭當地民眾有組織地報復，報告列明了下列指示：「如同在上西利西亞工業區實施肅清行動時一樣，秩序警察部隊長官應採取最為嚴厲的方法與手段，即將波蘭抵抗份子吊死在如路燈燈柱上等任何人均可共見共聞之處。」。
1941年，達呂格參與了第307警察營在布列斯特-立陶夫斯克附近與明斯克等地對4,435名猶太人的大屠殺。1941年10月，達呂格進一步簽署了將猶太人自德國、奧地利與波希米亞和摩拉維亞保護國驅趕至里加與明斯克的驅逐令。1942年7月7日，達呂格參與了一次由希姆萊所主持的會議，討論如何將萊因哈德行動的效果擴大。萊因哈德行動是納粹政府為屠殺波蘭總督府轄區內的波蘭猶太人所發展出的秘密計畫。

## 利迪策大屠殺

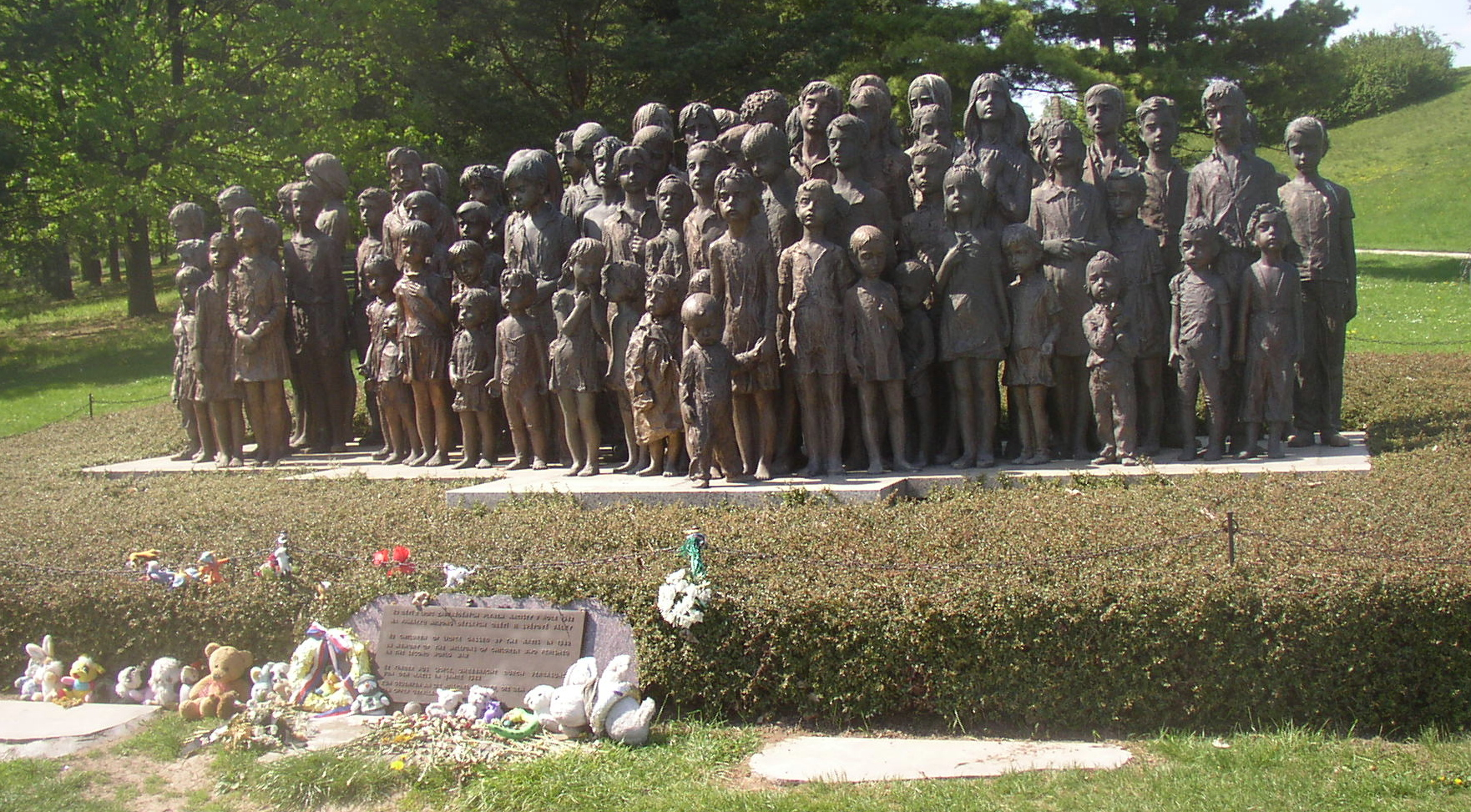
捷克共和國內紀念遭達呂格屠殺的利迪策孩童的塑像

1942年，在原波希米亞和摩拉維亞保護國副總督萊茵哈德·海德里希遇刺身亡後，達呂格接替其職成為該國副總督。雖然該國總督名義上是康斯坦丁·馮·諾伊拉特，但其權力於1941年遭到卸除，達呂格遂成為實際履行總督職務而無總督頭銜者。1942年6月，達呂格與該國國務部長卡爾·赫曼·法蘭克及其他親衛隊官員共同策畫了對利迪策與莱扎基等兩個村莊的屠村行動以為海德里希的死報仇。兩個村莊內的所有男性村民均遭屠殺殆盡，婦女及孩童則遭遣送至集中營。

## 個人生活
1926年10月16日，達呂格與克特·施瓦茨（Käthe Schwarz，生於1901年11月23日）；後者稍後亦加入了納粹黨，黨員編號為118,363號。1937年，達呂格與妻子領養了一個兒子。此後，施瓦茨又接連懷了三個小孩；其中兩個兒子分別於1938年與1940年出生，另一個女兒則於1942年出生。
1943年5月，達呂格在一次嚴重的心肌梗塞後身體變得非常虛弱。同年8月間，他獲准抱病返家休養，並在西波美拉尼亞一塊希特勒贈與的土地上度過餘下的戰爭。

## 逮捕、審判與處決
1945年5月，達呂格於德國北部城市呂貝克遭到英軍逮捕，隨後被轉送至盧森堡與紐倫堡，並遭盟軍指控為「重大戰犯」。1946年9月，在被引渡至捷克斯洛伐克後，他因在波希米亞和摩拉維亞保護國任職副總督時犯下多項危害人類罪而受審。審判過程中，達呂格均無悔意，並不斷聲稱他受到「三百萬名警務人員」的愛戴，且他的所作所為完全是奉希特勒之命行事，絕無違反良心。達呂格的所有罪名皆遭定罪，並於1946年10月23日遭判處死刑；翌日於布拉格的潘克拉克監獄遭絞刑處決。

## 生涯榮譽

### 晉升日期
- 親衛隊上級領袖：1930年7月25日[3]
- 親衛隊集團領袖：1932年7月1日[3]
- 邦警察（英语：Landespolizei）少將（Generalmajor der Landespolizei）：1933年9月14日[3]
- 親衛隊上級集團領袖：1934年9月9日[3]
- 邦警察（英语：Landespolizei）中將（Generalleutnant der Landespolizei）：1935年4月20日[3]
- 秩序警察上將：1936年6月17日[3]
- 親衛隊最高集團領袖與秩序警察大將（Generaloberst der Polizei）：1942年4月20日[3]

### 獲獎與受勳
- 二等鐵十字勳章（1918年）[31]
- 黑質重傷獎章（1918年）[31]
- 1914年/1918年世界大戰榮譽十字勳章（1929年）
- 纽伦堡党代会章（1929年）[31]
- 冲锋队不伦瑞克集会章（1931年）[31]
- 前線突擊大隊獎章（英语：Frontbann#Frontbann badge）（1932年）[31]
- 親衛隊榮譽戒指（1933年）[31]
- 金質納粹黨獎章（英语：Golden Party Badge）（1934年）[31]
- 一等德意志奧林匹克獎章（英语：German Olympic Decoration）（1936年）[31]
- 德奧合併紀念章（1938年）[31]
- 大十字義大利皇冠獎章（英语：Order of the Crown of Italy）（1938年）[31]
- 警察長期服勤獎章（英语：Police Long Service Award）[31]
- 梅梅尔奖章（1939年）[31]
- 蘇台德紀念章（1939年）[31]
- 但澤十字獎章（1939年）[31]
- 銅質納粹黨長期服務獎章（1940年）[31]
- 銀質納粹黨長期服務獎章（1941年）[31]
- 二等與一等帶劍戰功十字勳章（1941年）[31]
- 銀質德國十字勳章（1942年9月10日）[31]
- 帶劍騎士戰功十字勳章（1943年9月7日）[31]
- 党卫队长期服役奖章[31]
- 親衛隊全國領袖榮譽佩劍[31]

## 外部連結
- 维基共享资源上的相關多媒體資源：庫爾特·達呂格
- 维基语录上有关庫爾特·達呂格的语录

| 政府职务                              | 政府职务                                                                 | 政府职务                        |
| ------------------------------------- | ------------------------------------------------------------------------ | ------------------------------- |
| 前任： 萊茵哈德·海德里希 （代理總督） | 波希米亞和摩拉維亞保護國副總督 （代理總督） 1942年6月5日 – 1943年8月24日 | 繼任： 威廉·弗利克 （名義總督） |